# Артър Пен
Артър Пен (на английски: Arthur Penn) е американски филмов и театрален режисьор и продуцент, роден през 1922 година, починал през 2010 година. 
Пен е сред най-популярните режисьори на американската кинематография от 1960-те и 1970-те години. Номиниран е три пъти за награда „Оскар“ за най-добър режисьор. За връх в кариерата му се смята новаторският за времето си филм „Бони и Клайд“ (1967), оказал значително влияние сред поколения кино-творци. Сред останалите популярни заглавия излезли под неговото име са биографичната драма „Чудотворецът“ (1962) с Ан Банкрофт, сюрреалистичната драма „Мики едно“ (1965) с Уорън Бийти, трагикомедията „Ресторантът на Алис“ (1969), уестърнът „Малък голям човек“ (1970) с Дъстин Хофман и Фей Дънауей и високо акламираният криминален трилър „Нощни действия“ (1975) с Джийн Хекман.
Успоредно с филмовата си кариера, Пен е активен и на театралната сцена, режисирайки 15 постановки на Бродуей в периода 1956 – 2004 година.

## Биография

### Младост
Роден е като Артър Хилър Пен на 27 септември 1922 година във Филаделфия, щата Пенсилвания. Син е на Соня Грийнбърг – медицинска сестра и Хари Пен – часовникар. Артър е по-малък брат на Ървинг Пен, който е успешен моден фотограф. Още като малък, родителите му се разделят. На 19-годишна възраст постъпва в армията и е разпределен във Великобритания по време на Втората световна война. Там започва интересът му към театъра. Пен режисира и участва във войнишки спектакли. След войната посещава колежа „Black Mountain“ в Северна Каролина.
В началото и средата на 1950-те години Артър Пен режисира множество телевизионни продукции, създавайки си име в средите, което го довежда до дебюта му като режисьор на пълнометражен филм – уестърнът „Револвер в лявата ръка“ (1958) с участието на Пол Нюман в главната роля.

## Филмография

### Като режисьор игрални
| година | филм                   | оригинално заглавие      | бележки                                            |
| ------ | ---------------------- | ------------------------ | -------------------------------------------------- |
| 1958   | Револвер в лявата ръка | The Left Handed Gun      |                                                    |
| 1962   | Чудотворецът           | The Miracle Worker       | номинация за „Оскар“ за режисура                   |
| 1965   | Мики едно              | Mickey One               |                                                    |
| 1966   | Преследването          | The Chase                |                                                    |
| 1967   | Бони и Клайд           | Bonnie and Clyde         | номинация за „Оскар“ и „Златен глобус“ за режисура |
| 1969   | Ресторантът на Алис    | Alice's Restaurant       | номинация за „Оскар“ за режисура                   |
| 1970   | Малък голям човек      | Little Big Man           |                                                    |
| 1975   | Нощни действия         | Night Moves              |                                                    |
| 1976   | По Мисури              | The Missouri Breaks      |                                                    |
| 1981   | Четирима приятели      | Four Friends             |                                                    |
| 1985   | Мишена                 | Target                   |                                                    |
| 1987   |                        | Dead of Winter           |                                                    |
| 1989   |                        | Penn & Teller Get Killed |                                                    |